# Morro do Môco
Le Morro do Môco (ou Môco) est le point culminant de l'Angola, avec une altitude de 2 620 m. Il est situé dans la province de Huambo, entre Huambo et Lobito. Ce sommet fait partie de la Serra Môco, un des massifs du centre-ouest.